# Robin Paul Weijers
Robin Paul Weijers, azaz Mister Domino, magyar becenevén Dominó úr vagy németül „Herr der Steine” 1964-ben született. Ő alapította a Weijers Domino Productions céget 1989-ben.
Egyetemi tanulmányai alatt Robin aktívan hozzájárult – építőként és edzőként egyaránt – számos dominó világrekordhoz, ami 1986-ban indult a KLM Dominó Világrekord-dal a hollandiai Lisse-ben. Itt kezdődött a dominók iránti lelkesedése.
A dominó ezek után már Robin életének a legfőbb témája lett. Már 9-szeres birtokosa a dominó világrekordok képzeletbeli "kupájának". Az utolsó 7 alkalommal ez az ő személyes irányításával és útmutatásával sikerült. Az ő programja az egészen 2009-ig évente megrendezett Dominó Nap is.
Robin feladata ezután az újabb és újabb világrekord felállítása, de persze a kívülálló nézőket is le szeretné nyűgözni "tudományával". Szerencsére Robin csapata tele van kulcsemberekkel, akik segítenek neki véghez vinni ezeket a bravúrokat.